# Nyctemera howa
Nyctemera howa là một loài bướm đêm thuộc phân họ Arctiinae, họ Erebidae.